# Elección para gobernador de Oklahoma de 2022
La elección para gobernador de Oklahoma de 2022 se realizó el 8 de noviembre. Las elecciones primarias para las nominaciones de los partidos Republicano, Demócrata y Libertario se llevaron a cabo el 28 de junio de 2022. Todos los candidatos debieron presentarse entre el 13 y 15 de abril de 2022.
El gobernador republicano titular Kevin Stitt buscará la reelección para un segundo mandato.

## Primaria republicana

### Candidatos declarados
- Joel Kintsel.[2]
- Moira McCabe.[3]
- Mark Sherwood.[4]
- Kevin Stitt, gobernador en funciones.[1]

### Resultados
| Candidatos                            | Votos   | %     |
| ------------------------------------- | ------- | ----- |
|                                       | Votos   | %     |
| Kevin Stitt                           | 248,525 | 69,06 |
| Joel Kintsel                          | 51,587  | 14,33 |
| Mark Sherwood                         | 47,713  | 13,26 |
| Moira McCabe                          | 12,046  | 3,35  |
|                                       |         |       |
| Total                                 | 359,871 | 100   |
|                                       |         |       |
| Fuente: Oklahoma State Election Board |         |       |

## Primaria demócrata

### Candidatos declarados
- Joy Hofmeister.[5]
- Constance N. Johnson.[6][7]

### Resultados
| Candidatos                            | Votos   | %     |
| ------------------------------------- | ------- | ----- |
|                                       | Votos   | %     |
| Joy Hofmeister                        | 101,913 | 60,73 |
| Constance N. Johnson                  | 65,894  | 39,27 |
|                                       |         |       |
| Total                                 | 167,807 | 100   |
|                                       |         |       |
| Fuente: Oklahoma State Election Board |         |       |

## Encuestas
| Fuente                               | Fecha                      | Tamaño | Margen de error | Stitt (R) | Hofmeister (D) | Bruno (L) | Yen (I) | Indecisos |
| ------------------------------------ | -------------------------- | ------ | --------------- | --------- | -------------- | --------- | ------- | --------- |
| Amber Integrated                     | 24-27 de marzo de 2022     | 500    | ± 4.4%          | 44%       | 30%            | 3%        | 4%      | 18%       |
| Cole Hargrave Snodgrass & Associates | 10-21 de enero de 2022     | 500    | ± 4.3%          | 49%       | 27%            | 3%        | 5%      | 15%       |
| Amber Integrated                     | 15-19 de diciembre de 2021 | 500    | ± 4.4%          | 47%       | 32%            | -         | -       | 21%       |
| Amber Integrated                     | 12-14 de octubre de 2021   | 500    | ± 4.4%          | 49%       | 33%            | -         | -       | 18%       |

## Resultados

### Generales
| Elección para gobernador de Oklahoma 2022 | Elección para gobernador de Oklahoma 2022 | Elección para gobernador de Oklahoma 2022 | Elección para gobernador de Oklahoma 2022 | Elección para gobernador de Oklahoma 2022 |
| Partido                                   | Partido                                   | Candidato                                 | Votos                                     | %                                         |
| ----------------------------------------- | ----------------------------------------- | ----------------------------------------- | ----------------------------------------- | ----------------------------------------- |
|                                           | Republicano                               | Kevin Stitt                               |                                           |                                           |
|                                           | Demócrata                                 | Joy Hofmeister                            |                                           |                                           |
|                                           | Libertario                                | Natalie Bruno                             |                                           |                                           |
|                                           | Independiente                             | Ervin Yen                                 |                                           |                                           |
|                                           |                                           |                                           |                                           |                                           |
| Total                                     | Total                                     | Total                                     |                                           | 100                                       |
|                                           |                                           |                                           |                                           |                                           |
| Fuente:                                   |                                           |                                           |                                           |                                           |
| 98% escrutado                             |                                           |                                           |                                           |                                           |

### Por condado
| Condado      | Stitt (R) | Stitt (R) | Hofmeister (D) | Hofmeister (D) | Bruno (L) | Bruno (L) | Yen (I) | Yen (I) | Total |       |
| Condado      | Votos     | %         | Votos          | %              | Votos     | %         | Votos   | %       | Total | Votos |
| ------------ | --------- | --------- | -------------- | -------------- | --------- | --------- | ------- | ------- | ----- | ----- |
| Condado      | Adair     |           |                |                |           |           |         |         |       |       |
| Alfalfa      |           |           |                |                |           |           |         |         |       |       |
| Atoka        |           |           |                |                |           |           |         |         |       |       |
| Beaver       |           |           |                |                |           |           |         |         |       |       |
| Beckham      |           |           |                |                |           |           |         |         |       |       |
| Blaine       |           |           |                |                |           |           |         |         |       |       |
| Bryan        |           |           |                |                |           |           |         |         |       |       |
| Caddo        |           |           |                |                |           |           |         |         |       |       |
| Canadian     |           |           |                |                |           |           |         |         |       |       |
| Carter       |           |           |                |                |           |           |         |         |       |       |
| Cherokee     |           |           |                |                |           |           |         |         |       |       |
| Choctaw      |           |           |                |                |           |           |         |         |       |       |
| Cimarron     |           |           |                |                |           |           |         |         |       |       |
| Cleveland    |           |           |                |                |           |           |         |         |       |       |
| Coal         |           |           |                |                |           |           |         |         |       |       |
| Comanche     |           |           |                |                |           |           |         |         |       |       |
| Cotton       |           |           |                |                |           |           |         |         |       |       |
| Craig        |           |           |                |                |           |           |         |         |       |       |
| Creek        |           |           |                |                |           |           |         |         |       |       |
| Custer       |           |           |                |                |           |           |         |         |       |       |
| Delaware     |           |           |                |                |           |           |         |         |       |       |
| Dewey        |           |           |                |                |           |           |         |         |       |       |
| Ellis        |           |           |                |                |           |           |         |         |       |       |
| Garfield     |           |           |                |                |           |           |         |         |       |       |
| Garvin       |           |           |                |                |           |           |         |         |       |       |
| Grady        |           |           |                |                |           |           |         |         |       |       |
| Grant        |           |           |                |                |           |           |         |         |       |       |
| Greer        |           |           |                |                |           |           |         |         |       |       |
| Harmon       |           |           |                |                |           |           |         |         |       |       |
| Harper       |           |           |                |                |           |           |         |         |       |       |
| Haskell      |           |           |                |                |           |           |         |         |       |       |
| Hughes       |           |           |                |                |           |           |         |         |       |       |
| Jackson      |           |           |                |                |           |           |         |         |       |       |
| Jefferson    |           |           |                |                |           |           |         |         |       |       |
| Johnston     |           |           |                |                |           |           |         |         |       |       |
| Kay          |           |           |                |                |           |           |         |         |       |       |
| Kingfisher   |           |           |                |                |           |           |         |         |       |       |
| Kiowa        |           |           |                |                |           |           |         |         |       |       |
| Latimer      |           |           |                |                |           |           |         |         |       |       |
| Le Flore     |           |           |                |                |           |           |         |         |       |       |
| Lincoln      |           |           |                |                |           |           |         |         |       |       |
| Logan        |           |           |                |                |           |           |         |         |       |       |
| Love         |           |           |                |                |           |           |         |         |       |       |
| Major        |           |           |                |                |           |           |         |         |       |       |
| Marshall     |           |           |                |                |           |           |         |         |       |       |
| Mayes        |           |           |                |                |           |           |         |         |       |       |
| McClain      |           |           |                |                |           |           |         |         |       |       |
| McCurtain    |           |           |                |                |           |           |         |         |       |       |
| McIntosh     |           |           |                |                |           |           |         |         |       |       |
| Murray       |           |           |                |                |           |           |         |         |       |       |
| Muskogee     |           |           |                |                |           |           |         |         |       |       |
| Noble        |           |           |                |                |           |           |         |         |       |       |
| Nowata       |           |           |                |                |           |           |         |         |       |       |
| Okfuskee     |           |           |                |                |           |           |         |         |       |       |
| Oklahoma     |           |           |                |                |           |           |         |         |       |       |
| Okmulgee     |           |           |                |                |           |           |         |         |       |       |
| Osage        |           |           |                |                |           |           |         |         |       |       |
| Ottawa       |           |           |                |                |           |           |         |         |       |       |
| Pawnee       |           |           |                |                |           |           |         |         |       |       |
| Payne        |           |           |                |                |           |           |         |         |       |       |
| Pittsburg    |           |           |                |                |           |           |         |         |       |       |
| Pontotoc     |           |           |                |                |           |           |         |         |       |       |
| Pottawatomie |           |           |                |                |           |           |         |         |       |       |
| Pushmataha   |           |           |                |                |           |           |         |         |       |       |
| Roger Mills  |           |           |                |                |           |           |         |         |       |       |
| Rogers       |           |           |                |                |           |           |         |         |       |       |
| Seminole     |           |           |                |                |           |           |         |         |       |       |
| Sequoyah     |           |           |                |                |           |           |         |         |       |       |
| Stephens     |           |           |                |                |           |           |         |         |       |       |
| Texas        |           |           |                |                |           |           |         |         |       |       |
| Tillman      |           |           |                |                |           |           |         |         |       |       |
| Tulsa        |           |           |                |                |           |           |         |         |       |       |
| Wagoner      |           |           |                |                |           |           |         |         |       |       |
| Washington   |           |           |                |                |           |           |         |         |       |       |
| Washita      |           |           |                |                |           |           |         |         |       |       |
| Woods        |           |           |                |                |           |           |         |         |       |       |
| Woodward     |           |           |                |                |           |           |         |         |       |       |
|              |           |           |                |                |           |           |         |         |       |       |
| Total        |           |           |                |                |           |           |         |         |       |       |